# 朝鮮民主主義人民共和国の交通
朝鮮民主主義人民共和国の交通（ちょうせんみんしゅしゅぎじんみんきょうわこくのこうつう）では、朝鮮民主主義人民共和国（北朝鮮）における鉄道、道路、飛行機、船舶の交通網について記述する。
北朝鮮へ行く場合、中国またはロシアから航空機、あるいは中国から国際列車を利用する。韓国からの入国（入境）はできない。

## 道路

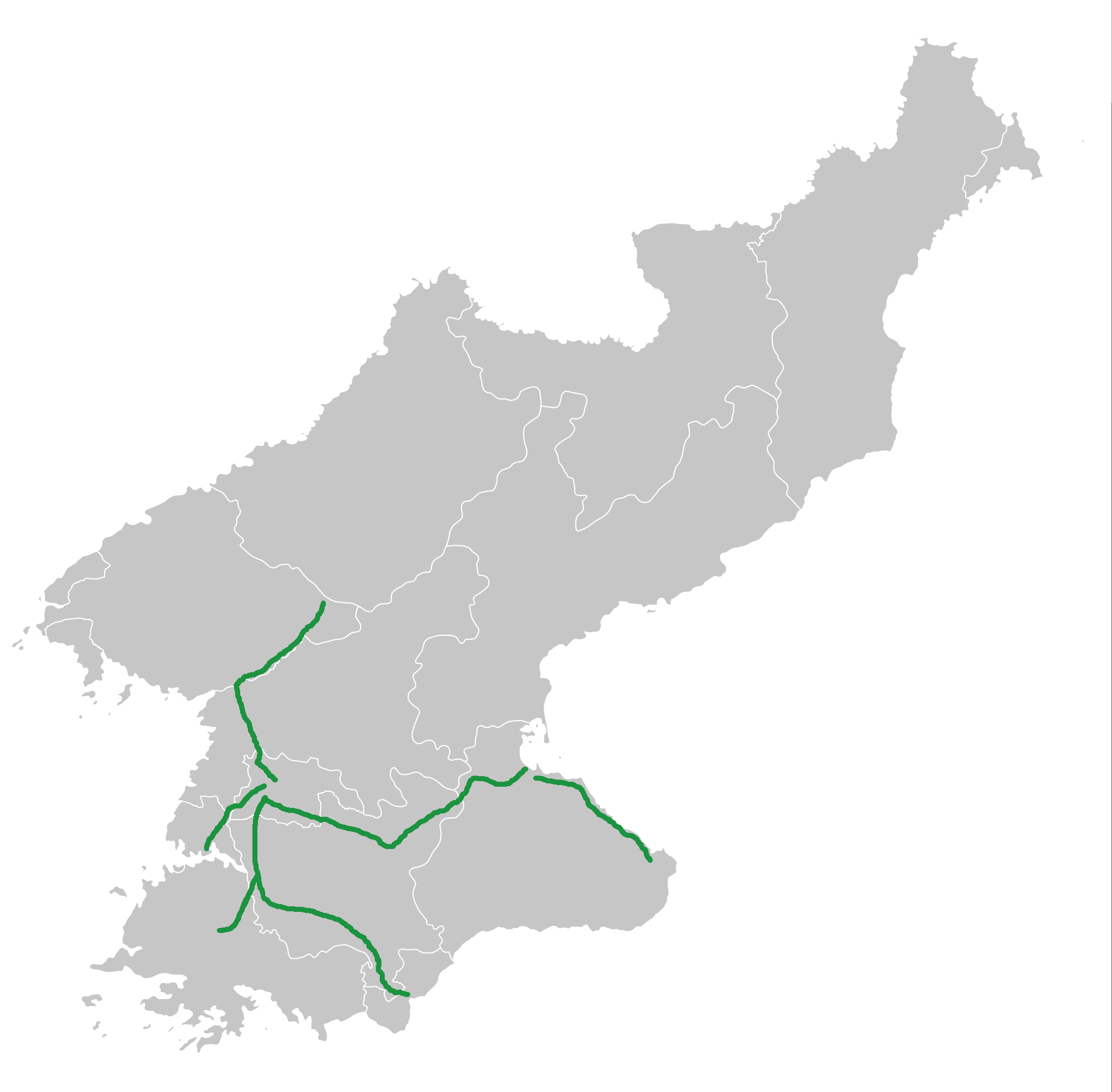

北朝鮮の幹線道路

燃料が不足しており、またマイカーがほとんど保有されていないことから、道路交通の役割は二次的である。道路の大半は未舗装であり、車両の大半は軍用車で占められているとみられる。交通は右側通行になっている。片側2車線の高速道路も存在し、平壌-開城高速道路、平壌-元山観光道路、平壌-香山観光道路の3路線があるが、通行車両は少ない。
都市間の移動は、軍などが所有するトラックの荷台に乗って移動するというものが一般的であったが、近年、平壌を中心に、主要都市間を結ぶ長距離バス網が整備されている。2011年時点では、人民保安部（警察）運営の「116機動隊」と、人民武力部（軍）運営の「ウルリム会社」の2社があったが、その後、「ウルリム会社」は上納金を滞納したために解散させられ、同社の権益は他社へ移管された。バス運賃は、当局が「限度価格」を設定しているものの、実際にはガソリン価格や物価に連動して変動する「実勢価格」であるという。また、バスターミナルは各道の人民委員会によって管理されている。
以下は、主な路線である。
- 平壌 - 元山
- 平壌 - 咸興
- 平壌 - 平城
- 平壌 - 順川
- 平壌 - 沙里院
- 平城 - 咸興
- 平城 - 沙里院
- 平城 - 南浦
- 平城 - 新義州
- 恵山 - 三池淵
- 恵山 - 豊西
- 恵山 - 豊山
- 恵山 - 元山
- 恵山 - 咸興
- 恵山 - 清津
- 新義州 - 南浦

## 鉄道
国内には約5,200キロの路線網があり、うち約4,500キロは標準軌である。また約3,500キロが電化されている。
施設の整備が適切に行われていないため、橋梁やトンネルといった構造物の老朽化が著しい。平壌から新義州市を経て中国に通じている平義線は最重要の幹線であり、橋梁やトンネルも少ないため、整備状況がもっともよいとされるが、それでも旅客列車の表定速度は時速40キロ台である。
列車本数は少ないものの、道路が未整備であることから、旅客、貨物とも鉄道輸送の占める割合が高い。
首都の平壌直轄市には、同国唯一の地下鉄とされる平壌地下鉄がある。また、平壌直轄市と清津市では、路面電車が運行されている。

## 航空
フラッグ・キャリアの高麗航空が、北朝鮮の唯一の国際空港である平壌国際空港（順安空港）から北京、瀋陽、上海、マカオ、ウラジオストクなどへの国際線を運航するほか、わずかな国内線を運航している。外国航空会社では中国国際航空のみが平壌国際空港への定期便を運航しており、平壌と北京を結んでいる。

## 海路
2021年現在、複数の貨物船は往来しているものの国際旅客は行われていない。
1992年より、万景峰92が新潟港と元山港を不定期で結んでいた。2006年、日本側が制裁として特定船舶の入港の禁止に関する特別措置法を適用してからは日本航路は運航されていない。
2017年5月8日、万景峰号が羅津港とウラジオストク港を繋ぐ旅客船として運航が開始されたが、経済制裁により港湾使用料を滞納し8月末に運休。10月からは貨物専用の不定期航路となった。
2019年、中国の勃海フェリー集団が煙台港・大連港と南浦港間の定期船航路を「適切な時期」に開設すると発表した。